# جک لیرد
جک لِیرد (انگلیسی: Jack Laird؛ ۸ مارس ۱۹۲۳ – ۳ دسامبر ۱۹۹۱) نویسنده، تهیه‌کننده تلویزیونی، کارگردان و بازیگر اهل ایالات متحده آمریکا بود.
لِیرد از سنین پایین وارد صنعت سرگرمی شد. یکی از نخستین حضورهای او به‌عنوان بازیگر کودک، ایفای نقشی بسیار کوتاه و بی‌نام در فیلم دلقک سیرک محصول ۱۹۳۴ بود. لِیرد پس از پایان خدمتش در ارتش، به زندگی غیرنظامی در نیویورک بازگشت و در «کارگاه نمایش» ثبت‌نام کرد و زیر نظر «جان گسنر» به تحصیل نمایشنامه‌نویسی پرداخت. او سپس برای انجام تست بازیگری به هالیوود بازگشت و در ادامه در مجموعه‌ای از نقش‌های سینمایی و رادیویی ظاهر شد، از جمله در درام جنایی رادیویی «این است اف‌بی‌آی شما». حضورهای تلویزیونی او شامل قسمت‌هایی از سالن نمایش فایرساید، بن کیسی و آیرونساید بود.
او سرانجام به نویسندگی و تهیه‌کنندگی روی آورد و برای مجموعه‌های مختلفی مانند رِنجر تنها، میلیونر، تیم اِم.، پلیس راه، منشی خصوصی، آلفرد هیچکاک تقدیم می‌کند، سالن نمایش فورد، غرب وحشی وحشی،  شوی جنوبی آنا،  آقای دادستان ناحیه و دارای اسلحه - آماده سفر قلم زد. لِیرد با فعالیت به‌عنوان نویسنده و ویراستار داستان در سریال پزشکی بن کیسی مشهور شد و در نهایت به سِمَت تهیه‌کننده همکار ارتقا یافت. او برای کارش در قسمت «یاد یک درخت لیمو افتادم» در سال ۱۹۶۲ نامزد دریافت جایزه امی شد. پس از آن، لِیرد به نویسندگی و تهیه پروژه‌های مستقل برای یونیورسال پیکچرز پرداخت. در دهه ۱۹۷۰، او به‌عنوان نویسنده، کارگردان و تهیه‌کننده به جایگاه ویژه‌ای دست یافت و روی سریال‌هایی مانند روان‌پزشک، نایت گالری، کوجک و بسیاری دیگر کار کرد.